# Вокзальная (остановочный пункт)
Вокзальная (пригородные Северные платформы станции Киев-Пассажирский) — пассажирский остановочный пункт Киевского железнодорожного узла Юго-Западной железной дороги. Расположен севернее вокзала Киев-Пассажирский на обводном пути. Сообщается с Вокзальной площадью ступенями. Северная обводная линия была проложена в 1907 году, когда станция Киев-Товарный была перенесена в урочище Протасов яр.
Во время реконструкции вокзала в 2001 году были отстроены помещения Северного пригородного вокзала, проложены 2 тупиковых пути, построена новая островная и удлинены существующие береговые платформы. Через остановочный пункт проходят пригородные и грузовые поезда. Отсюда отправляются все электропоезда Дарницкого направления, а также проходят транзитные электропоезда.
С 4 октября 2011 года — одна из остановок городской электрички.